# Родде-Шлёцер, Доротея фон
Фрайфрау Доротея фон Родде-Шлёцер (нем. Freifrau Dorothea von Rodde-Schlözer, в девичестве Шлёцер, 18 августа 1770, Гёттинген, Брауншвейг-Люнебург — 12 июля 1825, Авиньон) — немецкая учёная, первая женщина, получившая степень доктора философии в Германии (1787).

## Биография
Доротея родилась Гёттингене в семье профессора Августа Людвига Шлёцера, видного историка и теоретика в вопросах образования. Август Шлёцер считал, что женщины по интеллекту равны мужчинам. Чтобы урегулировать спор с другим профессором по эффективности метода обучения Иоганна Бернхарда Базедова они договорились воспитывать своих первенцев различными методами, чтобы увидеть разницу в результатах. Оба ребёнка оказались девочками. Доротея Шлёцер обучалась по не Базедовой программе, ей были даны лучшие репетиторы. В возрасте четырёх лет она уже научилась читать. Её обучали нескольким иностранным языкам с раннего возраста, и в 16 лет она освоила 9 из них: французский, английский, голландский, шведский, итальянский, латынь, испанский, иврит и греческий. Доротея изучала математику под руководством профессора Казнера, который был поражен её способностями. Впоследствии ей преподавали ботанику, зоологию, оптику, теософию, горное дело и минералогию. Кроме того, ей были даны и знания, которые считались типично женскими, такие как игра на фортепиано, пение, шитьё, вязание и приготовление пищи.
Поскольку в те времена женщины обычно не допускались к обучению в Гёттингенском университете, она выдержала экзамены в частном порядке, пройдя проверку знаний предметов таких как современные языки, математика, архитектура, логика и метафизика, география и литература. Она получила учёную степень в конце 1780-х годов.
Доротея Шлёцер вышла замуж за богатого купца и бюргермейстера Матеуса Родде в Любеке в 1792 году, от которого родила троих детей. Она стала первой женщиной в Германии, после замужества взявшей двойную фамилию. Их дом стал центром социальной и интеллектуальной жизни и привлекал посетителей со всей Германии и Франции.
Позже Доротея изучала живопись в Париже и добилась высокого уровня мастерства. Ей было разрешено нарисовать портрет кайзера Франца.
Впоследствии она вступила в связь с французским писателем Шарлем Виллером (1765—1815), в 1794 году, и они полупублично жили втроём с мужем и Виллером.
В 1810 году её муж был объявлен банкротом, и он впал в преждевременную старость. Этот удар последовал за смертью Виллера и двух её детей. Она сама, ослабев от болезни, отправилась во французский город Авиньон, за мягким климатом, в надежде спасти жизнь её единственной оставшейся в живых дочери. Там Доротея Родде-Шлёцер умерла от пневмонии в 1825 году в возрасте 55 лет.